# United States Hockey League
United States Hockey League – liga juniorska hokeja na lodzie w Stanach Zjednoczonych. 
Zasięgiem obejmuje region Midwest i ma siedzibę w Chicago.
Trofeum za zdobycie mistrzostwa rozgrywek jest Clark Cup.

## Uczestnicy
| - Cedar Rapids RoughRiders - Chicago Steel - Dubuque Fighting Saints - Green Bay Gamblers - Indiana Ice - Muskegon Lumberjacks - US National Team Development Program - Youngstown Phantoms - Des Moines Buccaneers - Fargo Force - Lincoln Stars - Omaha Lancers - Sioux City Musketeers - Sioux Falls Stampede - Tri-City Storm - Waterloo Black Hawks |  | - Austin Mavericks - Danville Wings - Dubuque Fighting Saints - Fargo-Moorhead Bears - Fargo-Moorhead Ice Sharks - Green Bay Bobcats - Hennepin Nordiques - Minneapolis Stars - North Iowa Huskies - Ohio Junior Blue Jackets - Rochester Mustangs - St. Louis Heartland Eagles - St. Paul/Twin Cites Vulcans - Thunder Bay Flyers - Topeka ScareCrows - Tulsa Crude - Madison/Wisconsin Capitols |

## Triumfatorzy
| Sezon   | Zwycięzca                              |
| ------- | -------------------------------------- |
| 1979/80 | Hennepin Nordiques                     |
| 1980/81 | Dubuque Fighting Saints                |
| 1981/82 | Sioux City Musketeers                  |
| 1982/83 | Dubuque Fighting Saints                |
| 1983/84 | St. Paul Vulcans                       |
| 1984/85 | Austin Mavericks                       |
| 1985/86 | Sioux City Musketeers                  |
| 1986/87 | Rochester Mustangs                     |
| 1987/88 | Thunder Bay Flyers                     |
| 1988/89 | Thunder Bay Flyers                     |
| 1989/90 | Omaha Lancers                          |
| 1990/91 | Thunder Bay Flyers                     |
| 1991/92 | Thunder Bay Flyers                     |
| 1992/93 | Omaha Lancers                          |
| 1993/94 | Des Moines Buccaneers                  |
| 1994/95 | Des Moines Buccaneers                  |
| 1995/96 | Green Bay Gamblers                     |
| 1996/97 | Green Bay Gamblers                     |
| 1997/98 | Des Moines Buccaneers                  |
| 1998/99 | Des Moines Buccaneers                  |
| 1999/00 | Lincoln Stars                          |
| 2000/01 | Lincoln Stars                          |
| 2001/02 | Omaha Lancers                          |
| 2002/03 | Lincoln Stars                          |
| 2003/04 | Tri-City Storm                         |
| 2004/05 | Cedar Rapids RoughRiders Omaha Lancers |
| 2005/06 | Sioux Falls Stampede                   |
| 2006/07 | Waterloo Black Hawks                   |
| 2007/08 | Omaha Lancers                          |
| 2008/09 | Green Bay Gamblers                     |
| 2009/10 | Green Bay Gamblers                     |
| 2010/11 | Cedar Rapids RoughRiders               |
| 2011/12 | Green Bay Gamblers                     |
| 2012/13 | Dubuque Fighting Saints                |

| Jahr    | Sieger                   |
| ------- | ------------------------ |
| 1979/80 | Hennepin Nordiques       |
| 1980/81 | Dubuque Fighting Saints  |
| 1981/82 | Sioux City Musketeers    |
| 1982/83 | Dubuque Fighting Saints  |
| 1983/84 | St. Paul Vulcans         |
| 1984/85 | Dubuque Fighting Saints  |
| 1985/86 | Sioux City Musketeers    |
| 1986/87 | Rochester Mustangs       |
| 1987/88 | Thunder Bay Flyers       |
| 1988/89 | Thunder Bay Flyers       |
| 1989/90 | Omaha Lancers            |
| 1990/91 | Omaha Lancers            |
| 1991/92 | Des Moines Buccaneers    |
| 1992/93 | Omaha Lancers            |
| 1993/94 | Omaha Lancers            |
| 1994/95 | Des Moines Buccaneers    |
| 1995/96 | Green Bay Gamblers       |
| 1996/97 | Lincoln Stars            |
| 1997/98 | Omaha Lancers            |
| 1998/99 | Des Moines Buccaneers    |
| 1999/00 | Green Bay Gamblers       |
| 2000/01 | Omaha Lancers            |
| 2001/02 | Sioux City Musketeers    |
| 2002/03 | Lincoln Stars            |
| 2003/04 | Waterloo Black Hawks     |
| 2004/05 | Cedar Rapids RoughRiders |
| 2005/06 | Des Moines Buccaneers    |
| 2006/07 | Sioux Falls Stampede     |
| 2007/08 | Omaha Lancers            |
| 2008/09 | Indiana Ice              |
| 2009/10 | Green Bay Gamblers       |
| 2010/11 | Dubuque Fighting Saints  |
| 2011/12 | Green Bay Gamblers       |
| 2012/13 | Dubuque Fighting Saints  |

| Jahr    | Sieger                 |
| ------- | ---------------------- |
| 1961/62 | Rochester Mustangs     |
| 1962/63 | Green Bay Bobcats      |
| 1963/64 | Waterloo Black Hawks   |
| 1964/65 | Waterloo Black Hawks   |
| 1965/66 | Waterloo Black Hawks   |
| 1966/67 | Waterloo Black Hawks   |
| 1967/68 | Waterloo Black Hawks   |
| 1968/69 | Marquette Iron Rangers |
| 1969/70 | Marquette Iron Rangers |
| 1970/71 | Marquette Iron Rangers |
| 1971/72 | Green Bay Bobcats      |
| 1972/73 | Thunder Bay Twins      |
| 1973/74 | Thunder Bay Twins      |
| 1974/75 | Waterloo Black Hawks   |
| 1975/76 | Milwaukee Admirals     |
| 1976/77 | Grand-Rapids Blades    |
| 1977/78 | Waterloo Black Hawks   |
| 1978/79 | Waterloo Black Hawks   |